# Sleep Dirt
A Sleep Dirt Frank Zappa 1979 januárjában DiscReet címkével megjelent albuma, a hivatalos diszkográfiában a 25. – a lemez 1974 és ’76 között készült felvételeket tartalmaz. Zappa a Hot Rats III címet adta volna a lemeznek, de azt a terjesztő, a Warner Bros. Records egyeztetés nélkül megváltoztatta.

## A lemez számai
Minden darab Frank Zappa szerzeménye.
első oldal
1. "Filthy Habits" – 7:33
2. "Flambay" – 4:54
3. "Spider of Destiny" – 2:33
4. "Regyptian Strut" – 4:13

második oldal
1. "Time Is Money" – 2:48
2. "Sleep Dirt" – 3:21
3. "The Ocean Is the Ultimate Solution" – 13:18

## Läther – a kiadás története
1976 elején Zappa és Herb Cohen menedzser viszonya pereskedéssel zárult. Zappa és Cohen cégének, a DiscReet Recordsnak a terjesztését a Warner Bros. intézte. Mikor Zappa kérte, hogy a DiscReet helyett közvetlenül a Warnerrel intézhesse az ügyeit, hogy így Cohentől függetlenedni tudjon, a Warner beleegyezett, így jelenhetett meg a Zoot Allures 1976-ban. Ekkor viszont a szerződése még négy további lemezre kötelezte a DiscReet és a Warner felé.
1977 elején Zappa állítása szerint átadta 4 önálló nagylemez mesterszalagját a Warnernek, ami alapján teljesítette a szerződéses kötelezettségét, és ez már szabad kezet adott neki a következő lemezek terjesztőinek kiválasztásában. A Zappa in New York volt az első átadott (dupla) lemez, Zappa által elfogadott borítóval és kísérőszöveggel, amit hamarosan követett a Studio Tan, a Sleep Dirt és az Orchestral Favorites, bár ez utóbbiaknak Zappa csak a szalagjait szállította le. Az anyagot kifogásolhatónak minősítve a Warner az átvételkor a szerződés szerinti négy album előállítási költségeit nem volt hajlandó kifizetni.
A Warner szerződésszegése miatt (és mert láthatólag nem sok hajlandóságot mutattak az anyagok megjelentetésére) Zappa 1977 második felében úgy döntött, hogy az adott helyzetben szabadon átszerkesztheti az anyagot egy négylemezes kiadvánnyá, aminek a Läther címet adta. A négylemezes doboz tehát a korábbi, az eredeti ötlemezes változatból született, és nem fordítva, mint azt sokan hiszik. Bár Gail Zappa is állítja, hogy "a Läther mindig is egy négylemezes kiadványként volt elképzelve", elfelejti azonban, hogy az ötlemezes változat minden felvétele 1971 és 1976 között készült, s egy évvel a Läther előtt már mindegyik kész is volt. A Zappa in New York meg is jelent 1977 elején, bár a Warner később bevonta és csak cenzúrázva adta ki 1978-ban.
A hivatalos, 1996-ban írt történet ellenére semmi nem bizonyítja, hogy Zappa a Warnernek valaha is átadta a Läther szalagjait, a négylemezes doboz nem is elégítette volna ki a szerződés kívánalmait (hiszen csak egy kiadvány). Zappa mind a négy kérdéses nagylemezt maga állította össze, mindegyiknek határozott, önálló karaktere volt, a Lätherön ezek a karakterek viszont összekeveredtek, a dalok új zenei és párbeszédes részekkel kapcsolódtak össze. Az a feltételezés, hogy a négylemezes Lätherből született meg az öt különálló nagylemez, kicsit olyan, mintha a rántottából próbálnánk meg újra nyers tojásokat előállítani.
Zappa végül lehetőséget kapott arra, hogy a Mercury-Phonogram terjesztésében megjelentesse a Läther-t a az új, Zappa Records címkével. A Warner ezért perrel fenyegette meg, ezzel megakadályozva a doboz kiadását, s közben úgy döntött, hogy 1978-ban és 1979-ben kiadja a három még visszatartott lemezt (Studio Tan, Sleep Dirt és Orchestral Favorites). Mivel Zappa csak a szalagokat adta át, ezért ezeken a kiadványokon a zenészek felsorolása is hibás, a borítókat pedig Zappa hozzájárulása nélkül készítették el Gary Panterrel.

## A lemezről
- A nyolcvanas években az albumok CD-s újrakiadásakor Zappa a különálló albumokat jelentette meg, ami szintén az ötlemezes teóriát erősíti (érdekes viszont, hogy a lemezborítókat is változatlanul hagyta, a hibáikkal egyetemben). A Läther aztán Zappa halála után 1996-ban jelent meg egy három CD-s kiadásban.
- A "Flambay", a "Regyptian Strut", a "Time Is Money" és a "Spider of Destiny" felvételei 1974 decemberében készültek, ugyanakkor, mint a "Can't Afford No Shoes", az "RDNZL" vagy a "Planet of My Dreams" (Them or Us) alapsávjai.
- A "Regyptian Strut" először a Grand Wazoo turnén hangzott el, a címe akkor még "Variant I Processional March" volt, meghallgatható a Wazoo lemezen.
- A "The Ocean Is the Ultimate Solution" felvétele 1976-ban készült, Terry Bozzio elmondása szerint Zappa, Dave Parlato basszusgitáros és az ő félórás dzsemmeléséből született, a basszussávot később cserélték ki az újonnan érkezett Patrick O’Hearn játékára. Zappa "egy spéci, 12 húros Fenderen játszott, aminek a nyakán is volt egy pickup. Attól van olyan fülrepesztő hangja, nagyon különleges".[3]
- Az album címének ("Sleep Dirt") jelentése: "csipa".

## A CD-kiadás
Zappa az album három dalát eredetileg a (soha el nem készült) "Hunchentoot" című musicaljéhez képzelte el ("Flambay", "Spider of Destiny", "Time Is Money"), ezekhez tehát énekszólam is tartozott. 1983-ban (talán az Old Masters kiadás előkészítésekor?) kapva kapott a lehetőségen, és a fenti darabokra Thana Harrisszel felénekeltette az énekszólamot, Chad Wackermannal pedig új dobsávokat vett fel, ami a rajongók egy részének értetlenségét és felháborodását vívta ki. A darabok eredeti, instrumentális verziója azóta csak a Läther albumon hallgatható meg (bár oda a "Flambay" erősen rövidebb változatban került fel), illetve természetesen az eredeti bakelit kiadáson.

## A zenészek
- Frank Zappa – gitár, ütőhangszerek, billentyűsök, szintetizátor
- Terry Bozzio – dobok
- George Duke – billentyűs hangszerek
- Bruce Fowler – fúvósok
- Patrick O'Hearn – basszusgitár
- Dave Parlato – basszusgitár
- Ruth Underwood – ütőhangszerek, billentyűs hangszerek
- Chester Thompson – dobok
- James "Bird Legs" Youman – basszusgitár, gitár
- Thana Harris – ének (CD remix, 1983-as felvétel)
- Chad Wackerman – újrajátszott dob sávok (CD remix, 1983-as felvétel)
- Stephen Marcussen – mastering, equalization
- Bob Stone – maszterelés, újramaszterelés, hangmérnök
- Gary Panter – grafika, művészeti vezető

## Helyezések
Album – Billboard (North America)
| Year | Chart      | Position |
| ---- | ---------- | -------- |
| 1979 | Pop Albums | 175      |

## Külső hivatkozások
- Dalszövegek és további információk – az Information is Not Knowledge honlapon;
- Adatok a megjelenésről – a Zappa Patio honlapon;
- FZ vs. Warner Bros. Story Archiválva 2015. szeptember 23-i dátummal a Wayback Machine-ben
- Biffy the Elephant Shrew looks at Läther